# Стадион Пенсативо
Стадион Пенсативо (шп. Estadio Pensativo de Antigua) је вишенаменски стадион у граду Антигва Гватемала, Гватемала. Стадион је дом прволигаша Антигва ГФК (Panzas Verdes), а има максимални капацитет за 10.000 посетилаца.
Стадион је такође место женског фудбалског прволигаша „Сантјаго де лос Кабаљерос”, а 2011. био је домаћин три утакмице квалификација за првенство Конкакафа У-17 2011. између Панаме, Хондураса и Гватемале.
Године 2021. стадион је надограђен тако да може да прима утакмице Конкакафа, као и утакмице фудбалске репрезентације Гватемале.